# Vanna Rosenberg
Vanna Felicia Rosenberg (født 3. april 1973) er en svensk skuespillerinde og sangerinde. Hun er datter af journalisten Göran Rosenberg og dramalærer Annika Isaksson.

## Udvalgt filmografi
- Agnes Cecilia (1991)
- Rapport till himlen (tv-serie, 1994)
- Adam & Eva (1997)
- Rederiet (tv-serie, 1998)
- Dødelig drift (1999)
- C/o Segemyhr (tv-serie, 1999)
- Kvarteret Skatan (tv-serie, 2003-2006)
- Kommissarie Winter (tv-serie, 2004)
- Livet i Fagervik (tv-serie, 2008)
- Behandlingen (2009)
- Frøken Mærkværdig og karrieren (animationsfilm, 2010)
- Maria Wern (tv-serie, 2012)
- Kvarteret Skatan rejser til Laholm (2012)
- Sygeplejerskerne (tv-serie, 2017)
- Helt perfekt (tv-serie, 2019-2020)
- Til solen står op (2021)
- En hæderlig jul (julekalender, 2021)
- Ulige uger (tv-serie, 2021-2022)
- Familien Langfinger og strømerjagten (2023)